# Johann Haas
Johann Haas (25 oktober 1932 - 23 mei 2008) was een Belgisch volksvertegenwoordiger van de Duitstalige Gemeenschap.

## Levensloop
Haas werd beroepshalve sociaal bemiddelaar op het ministerie van Arbeid en vakbondssecretaris bij het CSC.
Hij werd lid van de CSP en was voor deze partij van 1958 tot aan zijn overlijden provincieraadslid van Luik. In 1964 werd hij ook gemeenteraadslid van Schönberg en na de fusies van 1976 werd hij gemeenteraadslid van Sankt-Vith, wat hij bleef tot in 2000.
Daarnaast was hij van 1981 tot 1999 voorzitter van de CSP en van 1974 tot 2008 raadgevend lid van het Parlement van de Duitstalige Gemeenschap.